# الحكومة الوطنية الأوكرانية (1941)
الحكومة الوطنية الأوكرانية (بالأوكرانية: Українське Державне Правління (УДП), Ukrainske Derzhavne Pravlinnia (UDP)) كانت حكومة وطنية أوكرانية أسست على مناطق محررة من الاتحاد السوفيتي بعد إعلان تجديد الدولة الأوكرانية (إعلان قانون الدولة الأوكرانية). قادها فصيل ستيبان بانديرا من تنظيم القوميين الأوكرانيين.
رئيس الحكومة كان ياروسلاف ستيتسكو. أعضاء كُثُر كان موظفين من الحكومة السابقة وقادة عسكريين من جمهورية أوكرانيا الشعبية. كان من المخطط التعاون مع النازيين ضد الاتحاد السوفيتي، ولكن معظم القادة اعتقلهم ورحَّلهم وسجنهم النازيون في غضون أسابيع.